# 白合镇 (唐县)
白合镇，是中华人民共和国河北省保定市唐县下辖的一个乡镇级行政单位。

## 行政区划
白合镇下辖以下地区：
白合村、东唐梅村、西唐梅村、南唐梅村、北唐梅村、中唐梅村、张家庄村、业里村、柏山村、又峰峪村、歇马村、柏江村、赵家峪村、吉祥庄村、父子三村、河南村、贾庄子村、上赤城村、下赤城村、西赤村、上庄村和南张合庄村。